# Thị tộc Nogai
Thị tộc Nogai hay Orda Nogai (tiếng Nga: Ногайская Орда) – một thể chế nhà nước phong kiến của những người du mục trên vùng lãnh thổ từ phía bắc vùng ven biển Caspi và ven biển Aral tới sông Tura ở Siberia và sông Kama cũng như từ ven sông Volga tới sông Irtysh. Thị tộc Nogai tách ra từ Kim Trướng hãn quốc vào cuối thế kỷ 14 - đầu thế kỷ 15 trong thời kỳ của Edigei. Nhà nước này cuối cùng đã được hình thành trong thời con trai của ông ta là Nuraddin Batyr-bii (trị vì từ 1426 tới 1440).
Thị tộc Nogai là lãnh thổ của người Mangut (hay Mangit) và người Kungtat, mà từ nửa sau của thế kỷ 15 được gọi chung là người Nogai, cũng như của các bộ lạc gốc Turk khác. Tất cả họ từ nửa sau của thế kỷ 13 nằm trong thành phần của một thị tộc là temnik Nogai. Trung tâm của hãn quốc này là thành phố Saraichik (hay Saraidjuk) – nằm ở hạ lưu sông Jaik (sông Ural) - đã từng là điểm trung chuyển hàng hóa lớn trên con đường thương mại từ vùng ven biển Đen tới Trung Á.
Công việc và nghề nghiệp chính của dân cư thị tộc này là chăn thả gia súc theo kiểu du mục. Trong thế kỷ 16, trên thị trường Moskva và Kazan, các nhà quý tộc Nogai cung cấp hàng chục ngàn ngựa và cừu. Cùng với các quan hệ phong kiến, tại nhà nước Nogai cũng phổ biến các dạng chiếm hữu nô lệ trong các gia đình. Thị tộc Nogai được phân chia ra thành một loạt các ulus, đứng đầu là các mirza (hay murza), thông thường về mặt danh nghĩa chỉ phụ thuộc vào bii. Ngôi vị được thừa kế theo trật tự tuổi tác trong dòng tộc, trong đó người kế vị (nuraddin) đứng hàng thứ hai sau bii tại triều đình.
Trong nửa sau thế kỷ 16, sau khi các hãn quốc khác như hãn quốc Kazan và hãn quốc Astrakhan bị sáp nhập vào Nga, thì thị tộc Nogai bị phân chia ra thành một số nhà nước độc lập: Nogai Lớn, Nogai Nhỏ và hãn quốc Altyul (với các vùng du cư tại lưu vực sông Emba). Sử thi Edigei đã được hình thành tại thị tộc Nogai trong nửa đầu thế kỷ 15, trong đó cuộc đấu tranh giữa Edigei và hãn của Kim Trướng khi đó là Tokhtamysh, người có ý định cản trở sự ly khai của thị tộc Nogai, có sự phản ánh rõ nét; về sau này bộ sử thi được phổ biến rộng khắp trong các sắc tộc nói tiếng Turk.

## Lịch sử
Người thành lập nhà nước Nogai là một bekliaribek của ulus Dzhuchi là Edigei, mất năm 1419. Ông là con trai của bekliaribek Baltychak, mất năm 1378. Edigei không chỉ đảm nhiệm vị trí bekliaribek của ulus Dzhuchi như là sự độc quyền của các tù trưởng bộ tộc người Mangyt, mà còn điều hành công việc như thể những người có kỳ vọng lên ngôi hãn của toàn thể ulus Dzhuchi chỉ có thể là những hậu duệ nào của Thành Cát Tư Hãn, mà bii của người Mangyt đồng thuận đưa lên chức vụ bekliaribek. Ngoài ra, bản doanh của bộ tộc Mangyt là thành phố Saraichik — nơi lên ngôi và cũng là nơi chôn cất các hãn Dzhuchi, trên thực tế là trung tâm thần thánh của Ulus Dzhuchi. Vị trí như vậy đã đem lại cho người Mangyt một ảnh hưởng khó tin đối với nền chính trị của các quốc gia-hậu duệ của Ulus Dzhuchi, và bảo đảm một điều gì đó lớn hơn là lòng trung thành từ phía những người hậu duệ của Thành Cát Tư Hãn rất đông đảo về số lượng.
Hãn quốc Nogai sau này bị phân chia thành Nogai Lớn, ở phía đông sông Volga, và Nogai Nhỏ ở phía tây sông Volga. Nogai Lớn là nhà nước của các hậu duệ người Tatar của Kim Trướng hãn quốc cùng với những bộ tộc gốc Turk do họ chinh phục. Nogai Nhỏ từ khu vực ven biển Azov đã bị người Cossack đẩy lùi về phía tây, tại đây họ lại phân chia tiếp thành một số thị tộc nhỏ, phụ thuộc trực tiếp vào hãn quốc Krym, và thông qua đó là quốc vương của Hồi quốc Thổ Nhĩ Kỳ: các thị tộc Budzhak, Edican, Dzhambuiluk và Edichkul (ở các huyện phía bắc của tỉnh Tavrika (Tavria) và một phần ở tỉnh Ekaterinoslav thời đế quốc Nga, nay là vùng ven Crim), Azov (ở khu vực tỉnh Rostov ngày nay) và Kuban. Nogai Lớn bị sáp nhập vào Nga từ thời Ivan Hung Đế, trong đó một thời gian tương đối dài vẫn còn giữ được các chức vụ hãn, nhưng trong vai trò là các bộ hạ của Sa hoàng Nga.
Ảnh hưởng của Nga đối với Nogai Nhỏ chỉ bắt đầu từ nửa sau thế kỷ 18. Theo ý tưởng của bá tước Panin, người chỉ huy quân đội Nga tại các tỉnh Novorossia và Ochakov, bắt đầu từ năm 1769 thì các ý định lôi kéo người Nogai về phía Nga đã bắt đầu; năm 1770 các thị tộc Edican và Budzhak đã bày tỏ sự sẵn sàng theo Nga, một phần trong số họ (11.794 người) sau đó đã được đưa đến sinh sống một cách tạm bợ trên các thảo nguyên từ sông Kamenka tới thành phố Azov, nghĩa là trên các vùng đất cũ của họ. Do khi đó chiến tranh với Thổ Nhĩ Kỳ đã bắt đầu được nối lại nên để phòng xa, người ta lại chuyển người Nogai tới vùng thảo nguyên giữa sông Đông và vùng Kuban. Họ đã ở lại đây cho đến năm 1783, khi một lần nữa, trái với những lời hứa, người ta lại quyết định di chuyển họ tới các khu vực mới, xa hơn về phía bắc, tới các đồng cỏ ven Ural, trong vùng du cư của người Kirgiz và Kalmyk.
Biết về điều này, người Nogai lại thu thập lều trại của mình và chạy tới vùng Kavkaz. Bá tước Potemkin phải vội vàng trấn an họ và cho họ quay trở lại Nga. Với sự giúp đỡ của một murza có ảnh hưởng là Bajazet-bii người ta đã đạt được vào năm 1784 sự quay trở lại vùng thảo nguyên Eisk tới 1.000 gia đình những người bỏ trốn, và sau đó, tới năm 1790, quay trở lại thêm tới 2.000 hộ gia đình khác. Năm 1790, bá tước Potemkin, e ngại về sự liên kết của người Nogai với người Thổ Nhĩ Kỳ, khi đó đang có xung đột với Nga tại Kavkaz, đã cho di chuyển thị tộc Edican, một phần tới khu vực người Turkmen, là những người Nogai du cư tại hạ lưu sông Kuma ra tới biển Caspi, một phần tới tả ngạn sông Molochnaia, tại đây họ được dành cho một khu vực tam giác rộng lớn, nằm ở cửa sông Berda, hồ Molochnoe và thượng nguồn sông Tokmak. Tại đây, số lượng người Nogai dần dần tăng lên, trong số đó có những người bị trục xuất từ Anapa và từ vùng thảo nguyên Kizliar.
Đầu thế kỷ 19 số lượng đàn ông Nogai của thị tộc Edican là 4.655 người (26 aul), của thị tộc Dzhambuiluk là 1.922 người (11 aul), ở thị tộc Edichkul là 1.188 người (6 aul). Năm 1806, trong thời gian chiến tranh với Thổ Nhĩ Kỳ, thị tộc Budzhak khi đó vẫn thuộc quyền cai quản của Thổ Nhĩ Kỳ, trong số đó có cả những người Edican và Dzhambuiluk, fđã bày tỏ sự trung thành với nước Nga và đã di dân tới khu vực của những người đồng huyết tộc với họ. Năm 1807 đã diễn ra cuộc di chuyển họ từ khu vực Dnestr tới Novorossia; tất cả khi đó đều thuộc tỉnh Tavrika với cả thảy 6.404 người. Năm 1801 hoàng đế Pavel I đã quyết định cho người Nogai được phục vụ trong kỵ binh, với số lượng tổng cộng lên tới 1.000 người. Tuy nhiên, điều này diễn ra không lâu, chỉ kéo dài tới năm 1804; do sự phục vụ thường xuyên trong quân đội dường như không phù hợp với bản chất của người Nogai.
Cuối thế kỷ 18, người ta đã bắt đầu các biện pháp để hướng người Nogai vào công việc làm ruộng; chính quyền đã phân phát cho họ hạt giống lúa mì và cố gắng, theo như chỉ thị của Ekaterina, thuyết phục bằng các ví dụ cho thấy sự dễ dàng trong sản xuất. Nhưng khi bá tước de Mezon - một người Pháp di cư, được chỉ định làm cảnh sát trưởng của thị tộc Nogai, để hướng mọi người vào công việc làm ruộng, đã cho đốt tất cả lều trại của họ. Năm 1821, tại khu vực cửa sông Obytochnaia người ta đã cho thành lập thành phố Nogaisk và cho tiến hành công việc trồng rừng và làm vườn. Tuy thành phố này nhận được tương đối nhiều ưu đãi, nhưng nó không thể phát triển, do khu vực dành cho nó đã được chọn một cách rất tồi: theo các vùng nước nông ven biển ở đây không thể xây dựng được nơi cư trú, còn con sông nhỏ về mùa hè thì lại khô cạn.
Yêu cầu lựa chọn một điểm mới đã được đặt ra, vào năm 1830 đã được lựa chọn, là vùng cửa sông Berda, tức thành phố Berdiansk. Theo công ước Bucharest, người Tatar của thị tộc Edican, đã được chuyển từ Besarabia sang Nga, có thể, nếu họ mong muốn, quay lại trong thành phần đế quốc Ottoman; trên cơ sở này các lều trại của người Budzhak và Edican đã quay trở lại Thổ Nhĩ Kỳ vào năm 1812. Sau chiến tranh Crim người Nogai đã bắt đầu di dấn sang Thổ Nhĩ Kỳ. Người ta ước tính rằng tới thập niên 1860, đã có tới 180.00 người ra đi. Nguyên nhân di dân không rõ; nhưng đáng tin cậy nhất là do tác động của các chính quyền địa phương. Những người Nogai còn lại cũng đã rời khỏi Nga để sang Thổ Nhĩ Kỳ sau chiến tranh phương Đông và được chính quyền Thổ Nhĩ Kỳ định cư trong khu vực Tiểu Á. Hiện nay, không còn người Nogai nào ở khu vực Tavrika và Kuban.

## Các vị cầm quyền

### Thị tộc Nogai
- Edigei-bii, con trai của Baltychak-bek: bii, 1392-1412, chết năm 1419
- Nuraddin Batyr-bii, con trai của Edigei-bii, bii: 1412-1419
- Mansur-bii, con trai của Edigei-bii, bii: 1419-1427
- Gazi-bii, con trai của Edigei-bii, bii: 1427-1428
- Vakkas-bii, con trai của Nuraddin Batyr-bii, bii: 1428-1447
- Khorazmi-bii, con trai của Vakkas-bii, bii: 1447-1473
- Abbas-bii, con trai của Nuraddin Batyr-bii, bii: 1473-1491
- Musa-bii, con trai của Vakkas-bii, bii: 1491-1502
- Iagmurchi-bii, con trai của Vakkas-bii, bii: 1502-1504
- Hasan-bii, con trai của Vakkas-bii, bii: 1504-1508
- Sheikh Muhammad-bii, con trai của Musa-bii, bii: 1508-1510, 1516-1519
- Alchagir-bii, con trai của Musa-bii, bii: 1508-1516
- Agish-bii, con trai của Iagmurchi-bii, bii: 1521-1524
- Saiid Akhmad-bii, con trai của Musa-bii, bii: 1524-1541
- Hadji Muhammad-mirza, con trai của Musa-bii, nuraddin: 1537-1541
- Sheikh Mamai-bii, con trai của Musa-bii, kekovat: 1537-1541, bii: 1541-1549
- Iusuf-bii, con trai của Musa-bii, bii: 1549-1554, chết 1556
- Uraz Ali-mirza, con trai của Sheikh Muhammad-bii, kekovat: 1549-1554

### Tại Mansurul
- Din Sufi-bii, con trai của Mansur-bii, bii
- Timur-bii, con trai của Mansur-bii, bii: 1440-1486
- Djan Kubad-bii, con trai của Din Sufi-bii, bii: 1486-1490
- Hadji Akhmad-bii, con trai của Din Sufi-bii, bii: 1490-?
- Baki-bii, con trai của Hasan-mirza, bii: 1532-1535, 1540-1542
- Hodja Akhmad-bii, con trai của Hasan-mirza, bii: 1535-1540
- Divei-bii, con trai của Hasan-mirza, bii: 1542-1573
- Isanai-bii, con trai của Divei-bii, bii: 1573-1588
- Arslanai-bii, con trai của Divei-bii, bii: 1588-1595
- Muhammad-bii, con trai của Arslanai-bii, bii: 1595-?

### Tại Altyul
- Kasim-bii, con trai của Sheikh Mamai-bii, kekovat: 1541-1549, bii: 1549-1555

### Tại Nogai Lớn
- Ismail-bii, con trai của Musa-bii, nuraddin: 1541-1554, bii: 1554-1557, 1557-1563
- Iunus-bii, con trai của Iusuff-bii, nuraddin: 1556-1557, bii: 1557, chết 1561
- Ali Akram-mirza, con trai của Iusuf-bii, nuraddin: 1557
- Muhammad-mirza, con trai của Ismail-bii, nuraddin: 1557-1562
- Din Akhmad-bii, con trai của Ismail-bii, nuraddin: 1562-1563, bii: 1563-1578
- Urus-bii, con trai của Ismail-bii, nuraddin: 1563-1578, bii: 1578-1590
- Dinbai-mirza, con trai của Ismail-bii, nuraddin: 1578-1584
- Said Akhmad-mirza, con trai của Muhammad-mirza, nuraddin: 1584-1587
- Uraz Muhammad-bii, con trai của Din Akhmad-bii, taibuga: 1584-1590, bii: 1590-1598
- Din Muhammad-bii, con trai của Din Akhmad-bii, nuraddin: 1590-1598, bii: 1598-1600
- Ish Tarak-bii, con trai của Din Akhmad-bii, bii: 1600-1619
- Kuchuk-mirza, con trai của Din Akhmad-bii, nuraddin: 1600-1604
- Iash Tarak-mirza, con trai của Kuchuk-mirza, kekovat: 1600-1619
- Shai Tarak-mirza, con trai của Kuchuk-mirza, nuraddin: 1604-1619
- Karakel Muhammad-mirza, con trai của Uraz Muhammad-bii, taibuga: 1604-1622, nuraddin: 1622-1631
- Kanai-bii, con trai của Dinbai-mirza, bii: 1622-1634

### Tại Nogai Nhỏ
- Gazi-bii, con trai của Urak-mirza, mirza: 1554-1569, bii: 1569-1576
- Iakhshisaad-bii, con trai của Mamai-mirza, bii: 1576-1590
- Baran Gazi-bii, con trai của Said Akhmad-mirza, bii: 1600-1621
- Kasim-bii, con trai của Islam-mirza, bii: 1621-1639